# 앤드루 리즐리
앤드루 존 리즐리(영어: Andrew John Ridgeley, 1963년 1월 26일 ~ )는 영국의 싱어송라이터이자 기타리스트이다. 이집트-이탈리아계 아버지와 영국인 어머니 사이에서 태어난 그는 조지 마이클과 함께 왬!으로 활동하며 주목받았으며, 1990년 솔로 앨범 《Son of Albert》를 발표한 이후로는 특별한 활동을 하지 않고 있다.

## 앨범
- 《Son of Albert》(1990)

## 출연 작품

### 영화
- 《왬!》(2023, 자료화면)